# إصابة الولادة
إصابة الولادة يشير إلى تلف أو إصابة الطفل قبل أو أثناء أو بعد عملية الولادة. يشير مصطلح «صدمة الولادة» على وجه التحديد إلى الأضرار الميكانيكية التي تحدث أثناء الولادة (مثل تلف الأعصاب وكسر العظام).
يمكن استخدام مصطلح «إصابة الولادة» بطريقتين مختلفتين:
1. يستخدم التصنيف الدولي للأمراض «إصابة الولادة» و«صدمة الولادة» بالتبادل للإشارة إلى الإصابات الميكانيكية التي لحقت به أثناء الولادة.
2. يستخدم المجتمع القانوني «إصابة الولادة» للإشارة إلى أي ضرر أو إصابة تحدث أثناء الحمل أو أثناء الولادة أو بعد الولادة مباشرة، ومنها الإصابات الناجمة عن الصدمة.

يجب تمييز إصابات الولادة عن العيوب الخلقية. يشير «عيب الولادة» إلى التلف الذي يحدث أثناء وجود الجنين في الرحم، والذي قد يحدث بسبب الطفرات الوراثية أو العدوى أو التعرض للسموم. هناك أكثر من 4000 نوع من العيوب الخلقية.

## الأسباب

### عسر الولادة
يحدث المخاض الصعب، المعروف أيضًا باسم عسر الولادة أو المخاض المتقطع، عندما لا يستطيع الطفل المرور بسهولة عبر قناة الولادة. هذا يمكن أن يؤدي إلى ضائقة الجنين أو الصدمات الجسدية للطفل، وخاصة الترقوة المكسورة وتلف أعصاب الضفيرة العضدية. كما يمكن أن يحرم الطفل من الأكسجين حيث يقرص الحبل السري، مما قد يؤدي إلى تلف المخ أو الوفاة.
قد تحدث صعوبة في المخاض لأن الطفل كبير الحجم بشكل غير طبيعي (ماكروسوميا)، أو لأن حوض الأم أو قناة الولادة صغير أو مشوه، أو لأن الطفل في وضعية غير طبيعية للولادة (مثل وضعية المقعدة أو العرض التقديمي المستعرض).

### أسباب خارجية
قد تحدث تشوهات الجنين وإصابات الولادة نتيجة للتعرض للسموم البيئية مثل الزئبق أو الرصاص.يمكن للعديد من الأدوية أن تؤثر أيضًا على تطور الجنين، وكذلك الكحوليات والتبغ والمخدرات غير المشروعة.

### الطفرات الوراثية
يمكن أن تسبب الطفرات الوراثية مجموعة واسعة من التشوهات الجنينية، تتراوح ما بين الشفاه الأرنبية الخفيفة إلى التشوهات الشديدة والمميتة.

### عدوى
قد تنتقل العدوى الأمومية إلى الجنين. وهذا ما يسمى العدوى المنقولة عموديا. الجنين لديه نظام مناعي ضعيف، لذا فإن الالتهابات البسيطة نسبيًا عند البالغين قد تكون خطيرة جدًا في الجنين النامي.بالإضافة إلى ذلك، تشير بعض الدراسات إلى أن التهابات الأم تزيد من خطر الاضطرابات النمائية العصبية، ومنها انفصام الشخصية لدى الطفل.

### نقص الأكسجة داخل الرحم
نقص الأكسجة داخل الرحم، أو الحرمان من الأكسجين في الرحم، يمكن أن يسبب تلفًا خطيرًا في الدماغ في الجنين. يحدث بشكل شائع بسبب تلف أو تشوه الحبل السري أو المشيمة. نقص الأكسجة داخل الرحم يمكن أن يسبب تلف في الدماغ، ومنها الشلل الدماغي وغيرها من الاضطرابات العصبية والنفسية.

### قضايا صحة الأم
بعض قضايا صحة الأم يمكن أن تسبب إصابات الولادة. يمكن أن يسبب سكري الحمل الولادة المبكرة، أوعملقة الجنين أو ولادة جنين ميت (الإملاص).

### مضاعفات الحمل
قد تؤدي المضاعفات مثل المشيمة المنفصلة وانفصال المشيمة وفقر الدم وتسمم الحمل إلى الحد من توفير الأكسجين والمواد المغذية للجنين، مما يزيد من خطر العيوب الخلقية. الحالات الشديدة قد تكون قاتلة للجنين.

## أنواع شائعة من إصابة الولادة

### إصابة الضفيرة العضدية
الضفيرة العضدية هي مجموعة من الأعصاب التي تمتد من الرقبة إلى اليد وتتحكم في حركة الذراع واليد. قد تتمدد الضفيرة العضدية وتلفها أثناء الولادة الصعبة. في الحالات البسيطة، تلتئم الأعصاب ويتم استرداد الاستخدام الكامل لليد والذراع. في الحالات الأكثر شدة، قد يعاني الطفل من تلف دائم في الأعصاب وقد لا يستفيد بشكل كامل من الكتف أو الذراع أو اليد. تحدث إصابات الضفيرة العضدية في 1-3 أطفال لكل 1000 مولود حي.

### تلف في الدماغ
قد يحدث تلف في الدماغ نتيجة لعدد من العوامل، ومنها تشوه الجنين بسبب الطفرة الجينية أو التعرض للسموم أو نقص الأكسجة داخل الرحم أو الصدمة الجسدية أثناء الولادة.
يعد الشلل الدماغي أحد الأمثلة على تلف المخ الذي يحدث قبل أو أثناء الولادة؛ يتم تشخيص حوالي 10,000 طفل بالشلل الدماغي كل عام.

### كدمات
تؤدي الولادة الصعبة إلى كدمات، خاصة على الرأس والوجه، من الضغط على الحوض الأم أو الضغط الناجم عن ملقط الولادة أو جهاز شفط الجنين المستخدمة في الولادة.

### كسور العظام
يمكن أن تحدث كسور العظام أثناء الولادة الصعبة. كسر في الترقوة هو إصابة الولادة الأكثر شيوعا.

### متلازمة شفط العقي (ابتلاع أول براز للطفل)
الميكونيوم عبارة عن مادة لزجة تشكل عادةً حركة الأمعاء الأولى للطفل. إذا تعرض الجنين لضغط قبل الولادة أو أثناءها، فقد يتم تحرير العقي وقد يختلط مع السائل الأمنيوسي. إذا دخلت إلى الشعب الهوائية أو الرئتين، فقد تسبب متلازمة شفط العقي. الحالات الخطيرة قد تؤدي إلى التهاب رئوي أو انهيار في الرئة.

## قضايا قانونية
قد تكون إصابات الولادة لا مفر منها أو قد تعزى إلى سوء الممارسة الطبية. عندما تنتج مطالبة قانونية، فإن حالات إصابة المواليد هي مجموعة فرعية من حالات سوء الممارسة الطبية. عادة ما تطلب المطالبات القانونية من حالات إصابة المواليد تعويضًا عن التكاليف الطبية المرتبطة بالإصابة، ومنها الدعم الطبي والعلاجي المستمر للطفل.
من أجل التغلب على حالة سوء التصرف أثناء الولادة، يجب على المدعي أن يوضح التالي:
1. أن مقدم الرعاية الطبية عليه واجب تجاه الطفل.
2. أن مقدم الرعاية الطبية قد خرق هذا الواجب بعدم الوفاء بمعايير الرعاية المقبولة.
3. أن الطفل تعرض لإصابة ناتجة عن خرق مقدم الرعاية الطبية لواجبه.
4. تعرض الطفل لأضرار نتيجة للإصابة. يجب أن تكون العناصر الأربعة حاضرة حتى يفوز المدعي.[17]